# Porta Tufi
Porta Tufi di Siena si trova sulla Strada dei Tufi.

## Storia e descrizione
Realizzata nel 1325-1326 con l'ultima cerchia muraria, è attribuita ad Agnolo di Ventura. In laterizio, presenta un coronamento merlato guelfo poggiante su archetti pensili e tre aperture a tutto sesto.